# Tunel derywacyjny Adyga–Garda

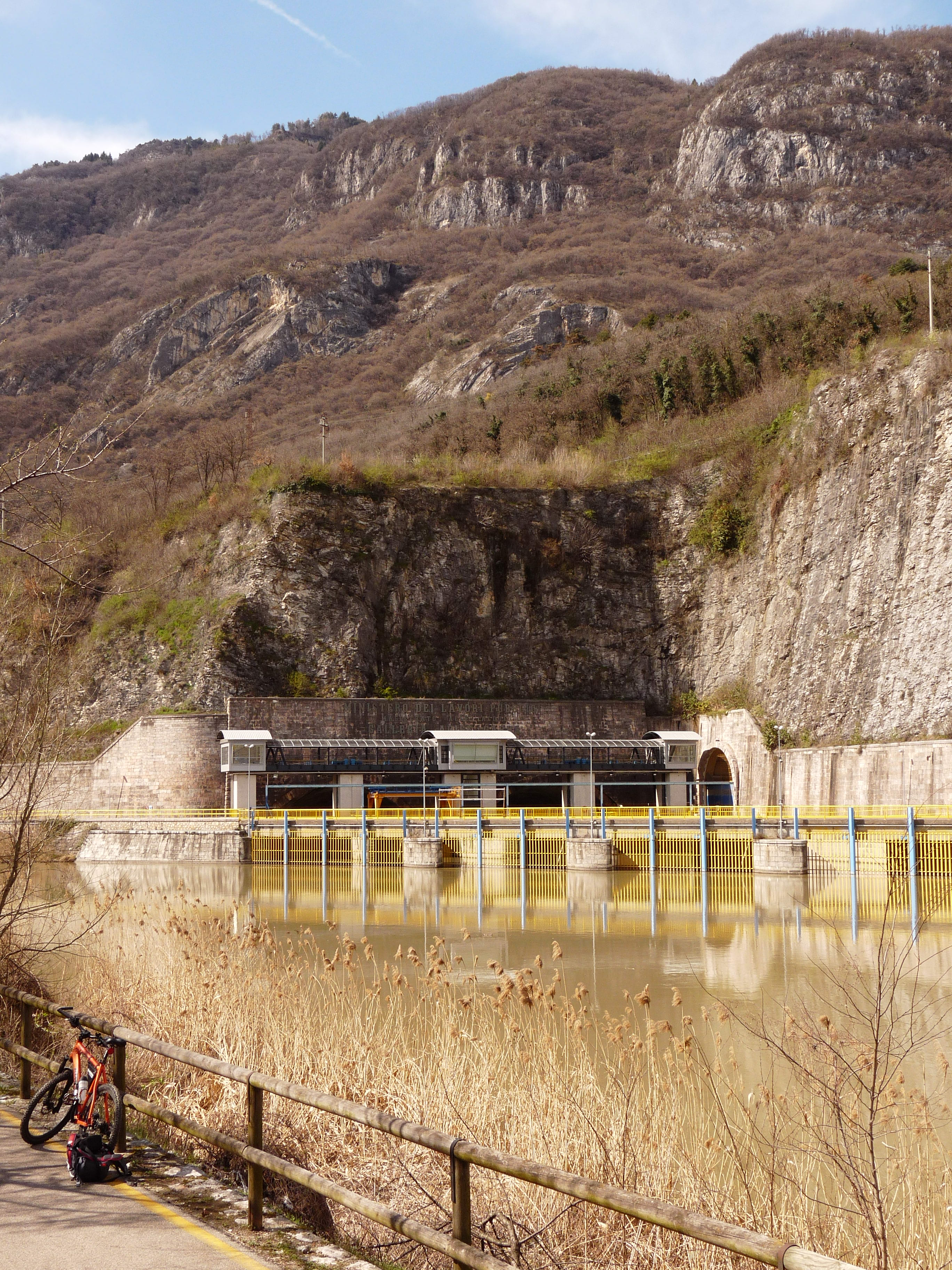
Wlot tunelu w Mori

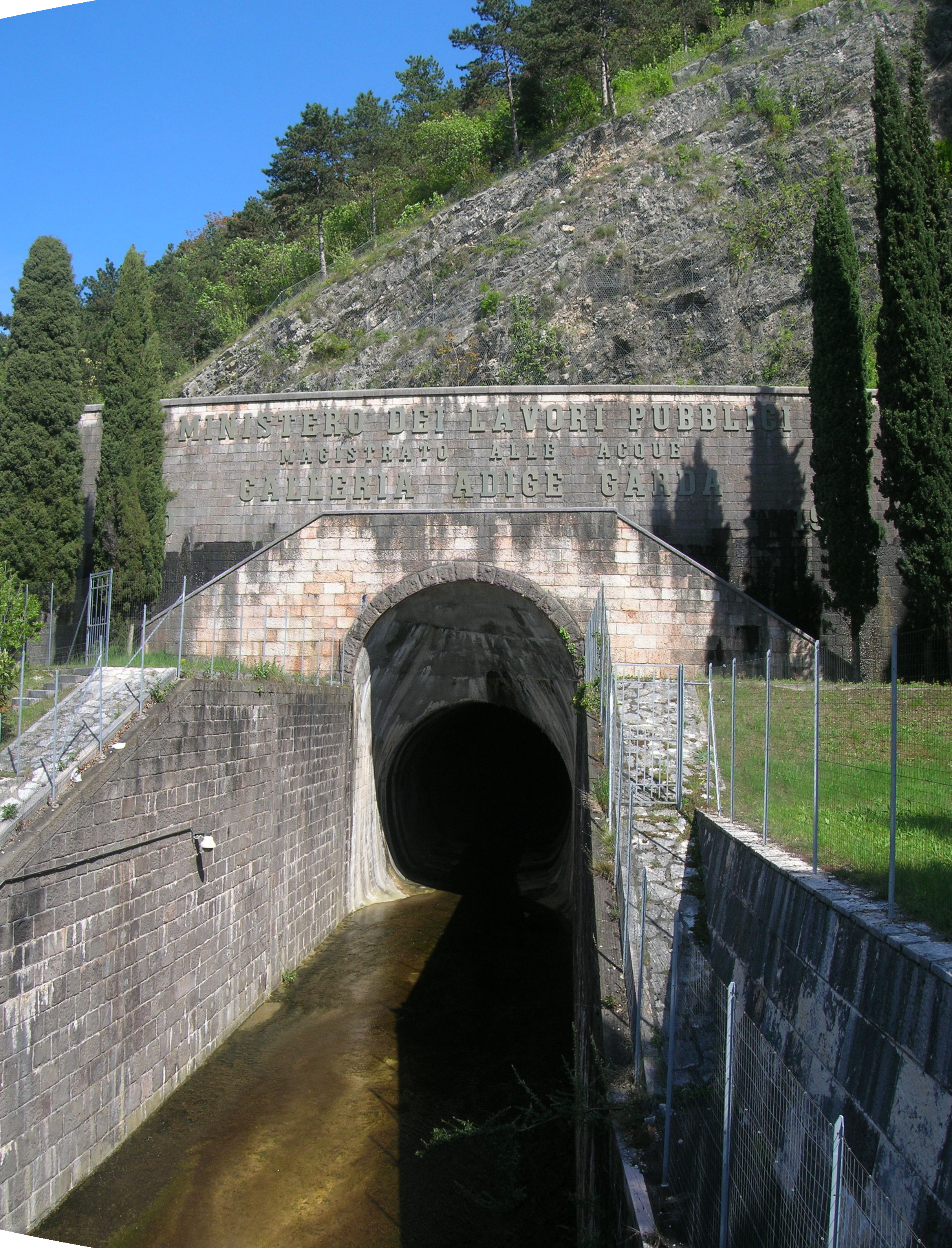
Wylot tunelu w Nago-Torbole

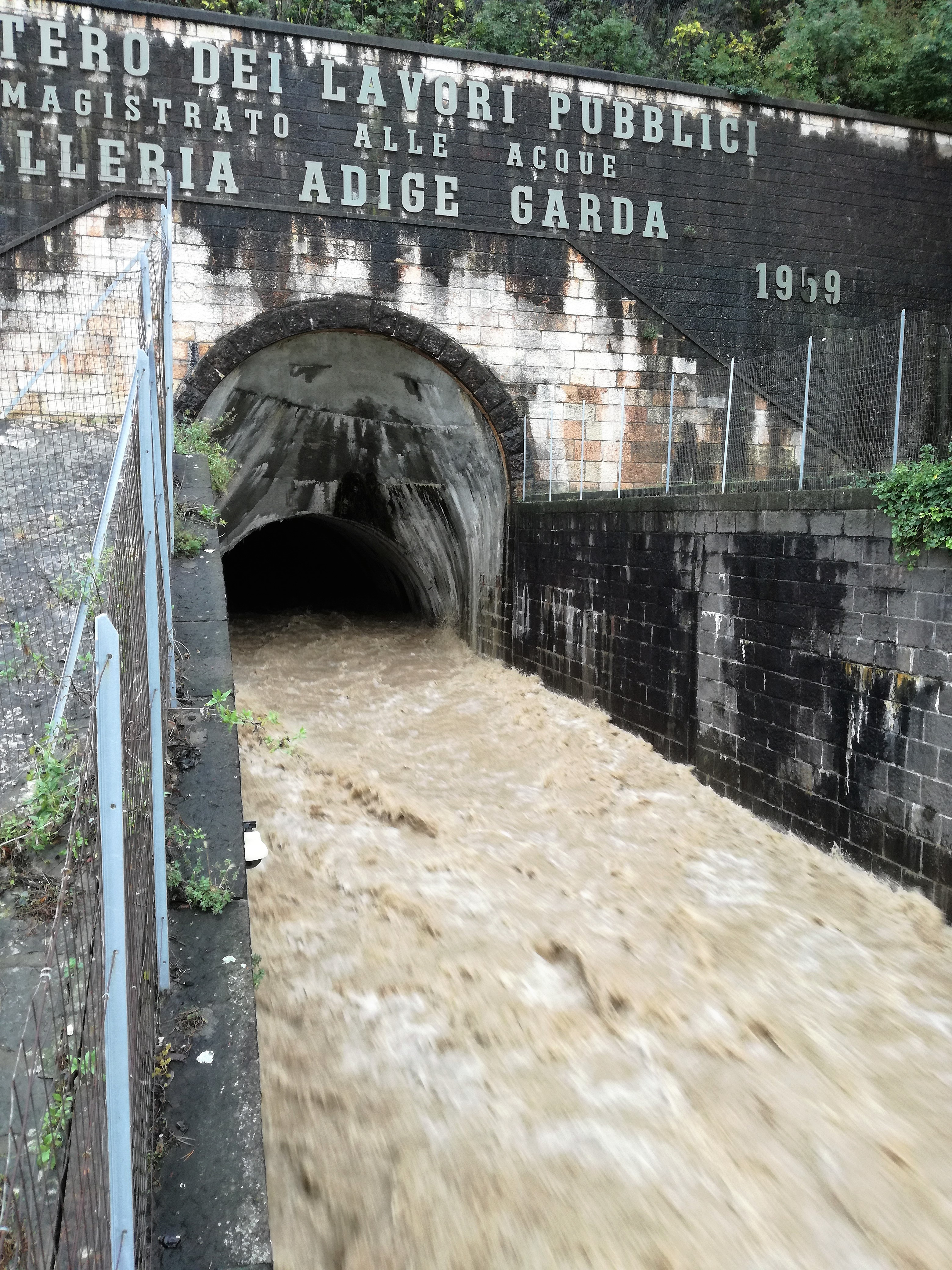
Wylot tunelu w czasie ostatniej wysokiej wody 30 października 2018 r.

Tunel derywacyjny Adyga–Garda – budowla hydrotechniczna w formie tunelu pod przełęczą San Giovanni, w północnych Włoszech, w Autonomicznej Prowincji Trydentu, pozwalająca w razie potrzeby przekierować część wód rzeki Adygi do jeziora Garda. Budowana była w latach 1937–1959. Ma za zadanie obniżenie prawdopodobieństwa katastrofalnego wezbrania wód tej rzeki poniżej tunelu, zwłaszcza w regionie Werony, do poziomu wody dwustuletniej.

## Usytuowanie
Wlot do tunelu znajduje się w dolinie Adygi w miejscowości Mori, na wysokości 161 m n.p.m. Wylot znajduje się na pd. od zabudowań miejscowości Torbole w gminie Nago-Torbole, na wysokości 55 m n.p.m., 10 m poniżej lustra wody jeziora Garda.

## Historia projektu
Adyga jest rzeką bardzo kapryśną, znaną z częstych wezbrań, które wyrządzały znaczne szkody zwłaszcza w rejonie Werony. Od dawna zastanawiano się, w jaki sposób obniżyć fale jej gwałtownych wezbrań, zwłaszcza już u wylotu z Alp na równiny. Już w 1712 r. kartograf Serenissimy, franciszkanin Vincenzo Maria Coronelli jako pierwszy zaproponował obniżenie przepływu Adygi poprzez wykorzystanie jeziora Garda jako zbiornika buforowego. W tym celu zaproponował wykopanie tunelu o długości około 8 km, który od śluzy Ceraino (w rejonie Rivoli Veronese, już prawie na przedpolu Alp) połączyłby Adygę z dolnym jeziorem Garda. Pomysł został odłożony na bok ze względu na zbyt małą różnicę wysokości między korytem Adygi i Gardą, co nie zapewniłoby wymaganej wielkości odpływu.
Po serii dużych powodzi w 2. połowie XIX w. (podczas ostatniej z nich we wrześniu 1882 r. woda w zalanej Weronie sięgała do wysokości ok. 2 m powyżej dzisiejszego poziomu ulic) oraz po podobnej powodzi z 1926 r. wrócono do pomysłu, pochodzącego z poprzedniego stulecia, budowy kanału derywacyjnego, przekierowującego część wód Adygi do jeziora Garda. Zdawano sobie sprawę, że przy dużej powierzchni jeziora (ok. 370 km²) doprowadzenie nawet dużych ilości „obcej” wody spowoduje jedynie nieznaczne podniesienie poziomu lustra jego wód. Podobnie niewielki będzie wzrost przeływu uchodzącej z Gardy rzeki Mincio. Dzięki doświadczeniom, zebranym w ciągu ostatnich lat przy budowie pierwszych tuneli alpejskich, skierowano się ku idei budowy podziemnego kanału pod przełęczą San Giovanni, pomiędzy miejscowością Mori w dolinie Adygi i Torbole na północnym skraju jeziora Garda. Korzyścią tego rozwiązania było to, że głębokość jeziora w tej części oraz stromość opadania jego dna są na tyle duże, że do pominięcia byłyby problemy z osadzaniem niesionego przez wodę rumoszu skalnego i generalnie innych frakcji stałych.

## Historia budowy
Pierwsze studia rozpoczęły się w 1930 r. Dopiero w 1937 r. podjęto pierwsze wykopy pilotażowe i badawcze. Zatwierdzenie projektu nastąpiło 3 lutego 1939 r., po czym niemal natychmiast przystąpiono do prac budowlanych, które rozpoczęły się 1 marca 1939 r. W latach 1943–1954 nastąpiła przerwa w pracach. W czasie II wojny światowej wiosną 1944 r. w wykonanej część tunelu faszyści ulokowali podziemną fabrykę, w której produkowano m.in. części do samolotów. Po wojnie, na skutek trudnej sytuacji ekonomicznej i priorytetach skierowanych na odbudowę kraju, prace podjęto dopiero w 1955 r. Ukończono je 18 maja 1959 r.

## Charakterystyka techniczna
Wlot wody do tunelu znajduje się przy ostrym zakręcie Adygi w lewo, w Mori poniżej Rovereto, na wysokości 161 m n.p.m. Wylot do jeziora Garda – nieco na południe od Torbole, na wysokości 55 m n.p.m. Idealnie prosty tunel (z jego wlotu można dostrzec punkt świetlny, oznaczający wylot) ma długość 9873 m, deniwelację 106 m (0,8688%). Przekrój tunelu zbliżony jest do okręgu o średnicy 8 m i powierzchni 50,4 m². Maksymalny założony przepływ wody wynosi ok. 500 m³/s przy prędkości przepływu ok. 11 m/s. Obliczono, że szybkie doprowadzenie do jeziora Garda 3,7 mln m³ wody spowoduje podniesienie się jego poziomu o 1 cm.

## Wpływ budowy tunelu na otoczenie
Tunel przebiega pod przełęczą Passo San Giovanni, tuż pod dnem misy dawnego jeziora Loppio. Budowa tunelu, niezbędnego rozwiązania dla terytorialnej i hydraulicznej ochrony Dolnego Trydentu i regionu Werony, doprowadziła do zdrenowania rejonu przełęczy, obniżenia się poziomu wód gruntowych i w konsekwencji spowodowała zanik jeziora Loppio.

## Funkcjonalność
Od ukończenia budowy tunelu był on wykorzystywany 11 razy, po raz ostatni w 2018 r. Największy przepływ w tunelu (492 m³/s) zanotowano w listopadzie 1966 r., kiedy upuszczono przezeń ok. 64 mln m³ wody. Największy zrzut wody miał miejsce we wrześniu 1965 r., kiedy do jeziora Garda odprowadzono 79 mln m³ wody (rekordowy wzrost poziomu jego lustra wyniósł wówczas 21,4 cm).